# Kalipso (luna)
Kalipso (starogrško starogrško Καλυψώ: Kalipsó) je Saturnov notranji pravilni naravni satelit. Nahaja se v Lagrangeevi točki L5, ki se nahaja 60º za luno Tetis, torej je Kalipso Trojenec lune Tetida. V Lagrangeevi točki L4 se nahaja drugi Trojanec, to je luna Telesta.

## Odkritje in imenovanje
Luno Telesto so odkrili Pascu, Seidelmann, Baum in Currie v letu 1980  z opazovanji s površine Zemlje. Prvotno so jo označili z začasnim imenom S/1980 S 25. V naslednjih mesecih so na tem področju še večkrat zaznali neznano nebesno telo, ki so mu dali začasna imena S/1980 S 29, S/1980 S 30, S/1980 S 32  in S/1981 S 2.
Uradno ime je dobila leta 1983 po vodni nimfi Kalipsi  (hčerki Atlasa) iz grške mitologije.
Podobno ime ima asteroid 53 Kalipso.

## Lastnosti
Telesta ima precej nepravilno obliko z merami 30 × 23 × 14 km. Povprečna gostota je okoli 1,0 g/cm3, kar kaže na to, da je luna sestavljena v glavnem iz vodnega ledu. Ima visok geometrični albedo (okoli 1,34). Njena površina je zelo svetla.